# Cedicoides
Genre
Cedicoides est un genre d'araignées aranéomorphes de la famille des Desidae.

## Distribution
Les espèces de ce genre se rencontrent en Asie centrale.

## Liste des espèces
Selon World Spider Catalog (version 24, 01/06/2023) :
- Cedicoides maerens (Simon, 1889)
- Cedicoides parthus (Fet, 1993)
- Cedicoides pavlovskyi (Spassky, 1941)
- Cedicoides simoni (Charitonov, 1946)

## Systématique et taxinomie
Ce genre a été décrit par Charitonov en 1946 comme un sous-genre de Cedicus. Il est élevé au rang de genre par Marusik et Guseinov en 2003. Il est placé dans les Desidae par Marusik, Zonstein et Koponen en 2023.

## Publication originale
- Charitonov, 1946 : « New forms of spiders of the USSR. » Izvestija. Estestvenno-Nauchnogo Obshestva pri Molotovskom Universitete, vol. 12, p. 19-32.